# Рухловка
Рухло́вка (каз. Рухлов) — село у складі району імені Габіта Мусрепова Північноказахстанської області Казахстану. Входить до складу Тахтабродського сільського округу.
Населення — 50 осіб (2021; 115 у 2009, 246 у 1999, 282 у 1989).
Національний склад станом на 1989 рік:
- росіяни — 33 %
- казахи — 21 %.